# Garlica margina
Garlica margina är en insektsart som beskrevs av Blocker 1982. Garlica margina ingår i släktet Garlica och familjen dvärgstritar. Inga underarter finns listade i Catalogue of Life.